# Tyngdlyftning vid olympiska sommarspelen 2020
Tyngdlyftning vid olympiska sommarspelen 2020 arrangerades mellan 24 juli och 4 augusti 2021 i Tokyo International Forum i Tokyo. Tävlingarna skulle ursprungligen ha hållits mellan 25 juli och 5 augusti 2020 men de blev på grund av Covid-19-pandemin uppskjutna.
I juli 2018 infördes nya viktklasser i tyngdlyftning och det olympiska programmet innefattade för första gången inte samtliga 20 utan det tävlades i 14 viktklasser, 7 för män och 7 för kvinnor.

## Kvalificering
Varje nationell olympisk kommitté fick ställa upp med högst åtta deltagare (4 kvinnor och 4 män) vilka måste kvalificera sig individuellt samt vara födda före 31 december 2005. Kvalificeringssystemet förändrades också så att varje enskild tyngdlyftare var tvungen att tävla minst sex gånger på tävlingar godkända av IWF under kvalificeringsperioden som löpte mellan november 2018 och april 2020. Denna period var indelad i tre sexmånadersperioder under vilka tyngdlyftaren måste tävla minst en gång per period.
För att försöka komma till rätta med sportens dopningsproblem införde IWF ett system där det maximala antalet kvotplatser per nation minskades ju fler dopningsavstängningar dess tyngdlyftare hade mellan 2008 och 2020. De nationer som haft 20 eller fler dopingöverträdelser fick enbart skicka en man och en kvinna, de som haft mellan 10 och 19 dopingöverträdelser fick skicka två män och två kvinnor.

## Medaljsammanfattning
| Damernas grenar    | Guld                            | Silver                        | Brons                                    |
| 49 kg Detaljer...  | Hou Zhihui Kina                 | Saikhom Mirabai Chanu Indien  | Windy Cantika Aisah Indonesien           |
| 55 kg Detaljer...  | Hidilyn Diaz Filippinerna       | Liao Qiuyun Kina              | Zülfia Tjinsjanlo Kazakstan              |
| 59 kg Detaljer...  | Kuo Hsing-chun Kinesiska Taipei | Polina Gurjeva Turkmenistan   | Mikiko Ando Japan                        |
| 64 kg Detaljer...  | Maude Charron Kanada            | Giorgia Bordignon Italien     | Chen Wen-huei Kinesiska Taipei           |
| 76 kg Detaljer...  | Neisi Dajomes Ecuador           | Katherine Nye USA             | Aremi Fuentes Zavala Mexiko              |
| 87 kg Detaljer...  | Wang Zhouyu Kina                | Tamara Salazar Ecuador        | Crismery Santana Dominikanska republiken |
| +87 kg Detaljer... | Li Wenwen Kina                  | Emily Campbell Storbritannien | Sarah Robles USA                         |

| Herrarnas grenar    | Guld                        | Silver                                  | Brons                            |
| 61 kg Detaljer...   | Li Fabin Kina               | Eko Yuli Irawan Indonesien              | Igor Son Kazakstan               |
| 67 kg Detaljer...   | Chen Lijun Kina             | Luis Javier Mosquera Colombia           | Mirko Zanni Italien              |
| 73 kg Detaljer...   | Shi Zhiyong Kina            | Julio Mayora Venezuela                  | Rahmat Erwin Abdullah Indonesien |
| 81 kg Detaljer...   | Lü Xiaojun Kina             | Zacarías Bonnat Dominikanska republiken | Antonino Pizzolato Italien       |
| 96 kg Detaljer...   | Fares Ibrahim El-Bakh Qatar | Keydomar Vallenilla Venezuela           | Anton Pliesnoi Georgien          |
| 109 kg Detaljer...  | Akbar Djuraev Uzbekistan    | Simon Martirosjan Armenien              | Artūrs Plēsnieks Lettland        |
| +109 kg Detaljer... | Lasha Talakhadze Georgien   | Ali Davoudi Iran                        | Man Asaad Syrien                 |

Denna tabell: visa • redigera

## Medaljtabell
| Pl.    | Nation                  | Guld | Silver | Brons | Totalt |
| ------ | ----------------------- | ---- | ------ | ----- | ------ |
| 1      | Kina                    | 7    | 1      | 0     | 8      |
| 2      | Ecuador                 | 1    | 1      | 0     | 2      |
| 3      | Georgien                | 1    | 0      | 1     | 2      |
| 3      | Kinesiska Taipei        | 1    | 0      | 1     | 2      |
| 5      | Filippinerna            | 1    | 0      | 0     | 1      |
| 5      | Kanada                  | 1    | 0      | 0     | 1      |
| 5      | Qatar                   | 1    | 0      | 0     | 1      |
| 5      | Uzbekistan              | 1    | 0      | 0     | 1      |
| 9      | Venezuela               | 0    | 2      | 0     | 2      |
| 10     | Indonesien              | 0    | 1      | 2     | 3      |
| 10     | Italien                 | 0    | 1      | 2     | 3      |
| 12     | Dominikanska republiken | 0    | 1      | 1     | 2      |
| 12     | USA                     | 0    | 1      | 1     | 2      |
| 14     | Armenien                | 0    | 1      | 0     | 1      |
| 14     | Colombia                | 0    | 1      | 0     | 1      |
| 14     | Indien                  | 0    | 1      | 0     | 1      |
| 14     | Iran                    | 0    | 1      | 0     | 1      |
| 14     | Storbritannien          | 0    | 1      | 0     | 1      |
| 14     | Turkmenistan            | 0    | 1      | 0     | 1      |
| 20     | Kazakstan               | 0    | 0      | 2     | 2      |
| 21     | Japan                   | 0    | 0      | 1     | 1      |
| 21     | Lettland                | 0    | 0      | 1     | 1      |
| 21     | Mexiko                  | 0    | 0      | 1     | 1      |
| 21     | Syrien                  | 0    | 0      | 1     | 1      |
| Totalt | Totalt                  | 14   | 14     | 14    | 42     |